# Ourense (járás)
Ourense egy comarca (járás) Spanyolország Galicia autonóm közösségében, Ourense tartományban. Székhelye . Népessége 2005-ös adatok szerint 144 282 fő volt.

## Települések
A székhely neve félkövérrel szerepel.
- Amoeiro
- Barbadás
- Coles
- Esgos
- Nogueira de Ramuín
- Ourense
- O Pereiro de Aguiar
- A Peroxa
- San Cibrao das Viñas
- Taboadela
- Toén
- Vilamarín